# Charles Swenson
Pour les articles homonymes, voir Swenson.
Charles « Chuck » Swenson est un producteur de télévision américain. Il a notamment produit la série télévisée d'animation Mike, Lu & Og en 1999.